# Gustav Nordquist
Gustav Olof Nordquist (* 30. April 1866 in Berlin; † 30. April 1944 in Hamburg) war ein deutscher Bankdirektor.
Nordquist besuchte das Königliche Realgymnasium Berlin und absolvierte danach eine Lehre beim Bankhaus Braun & Co. Anschließend arbeitete er ab 1885 für die Disconto-Gesellschaft Berlin. Als diese 1895 mit der Norddeutschen Bank in Hamburg fusionierte, die jedoch weitgehend selbständig blieb, wurde er Prokurist Letzterer. 1907 wechselte er von dort als Vorstand zur Vereinsbank Hamburg. Dort blieb er, bis er 1929 in den Ruhestand ging.
Er war zudem Mitglied verschiedener Aufsichtsräte.